# Чайная баба

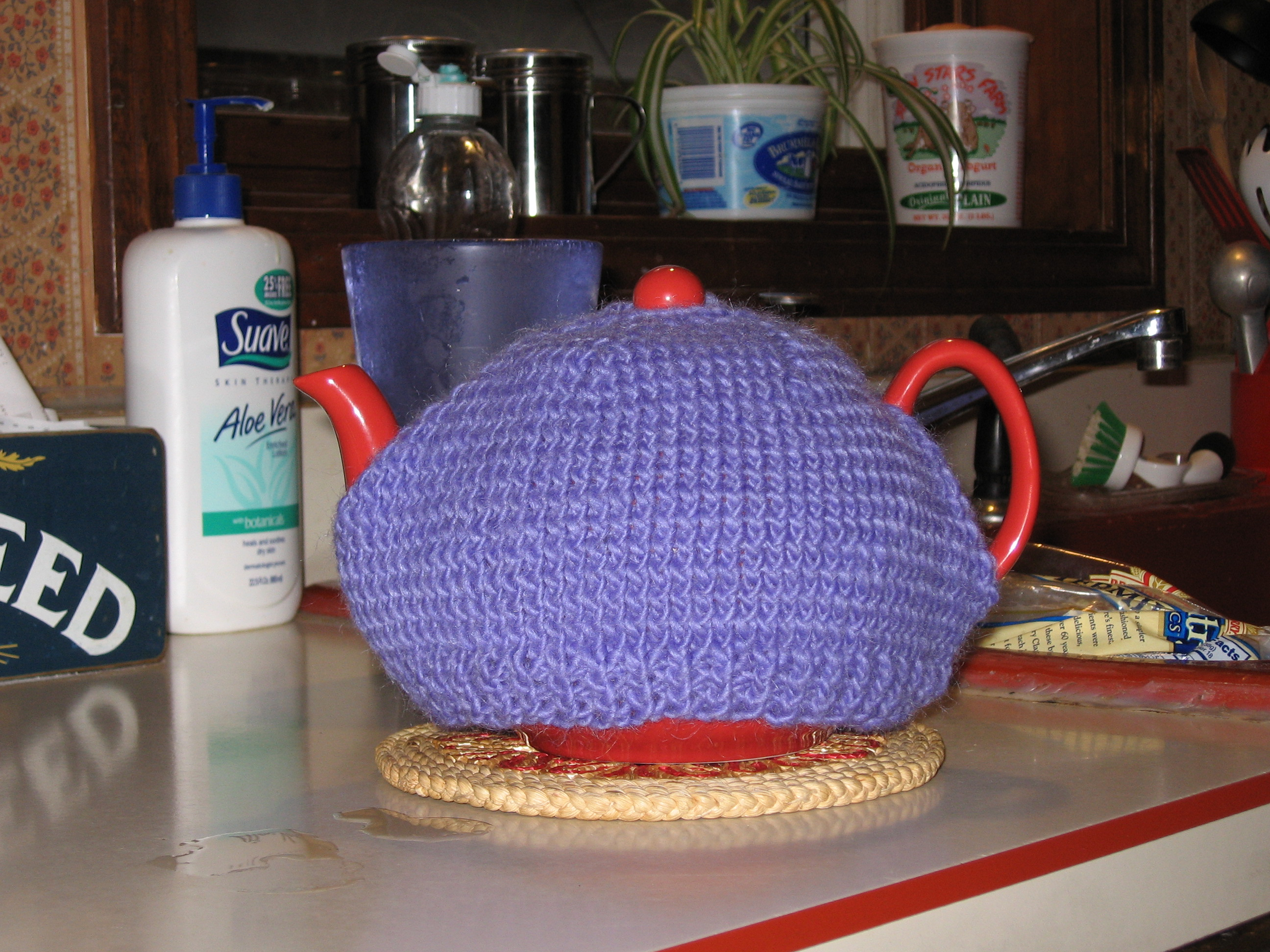
Английский «чехол» для чайника

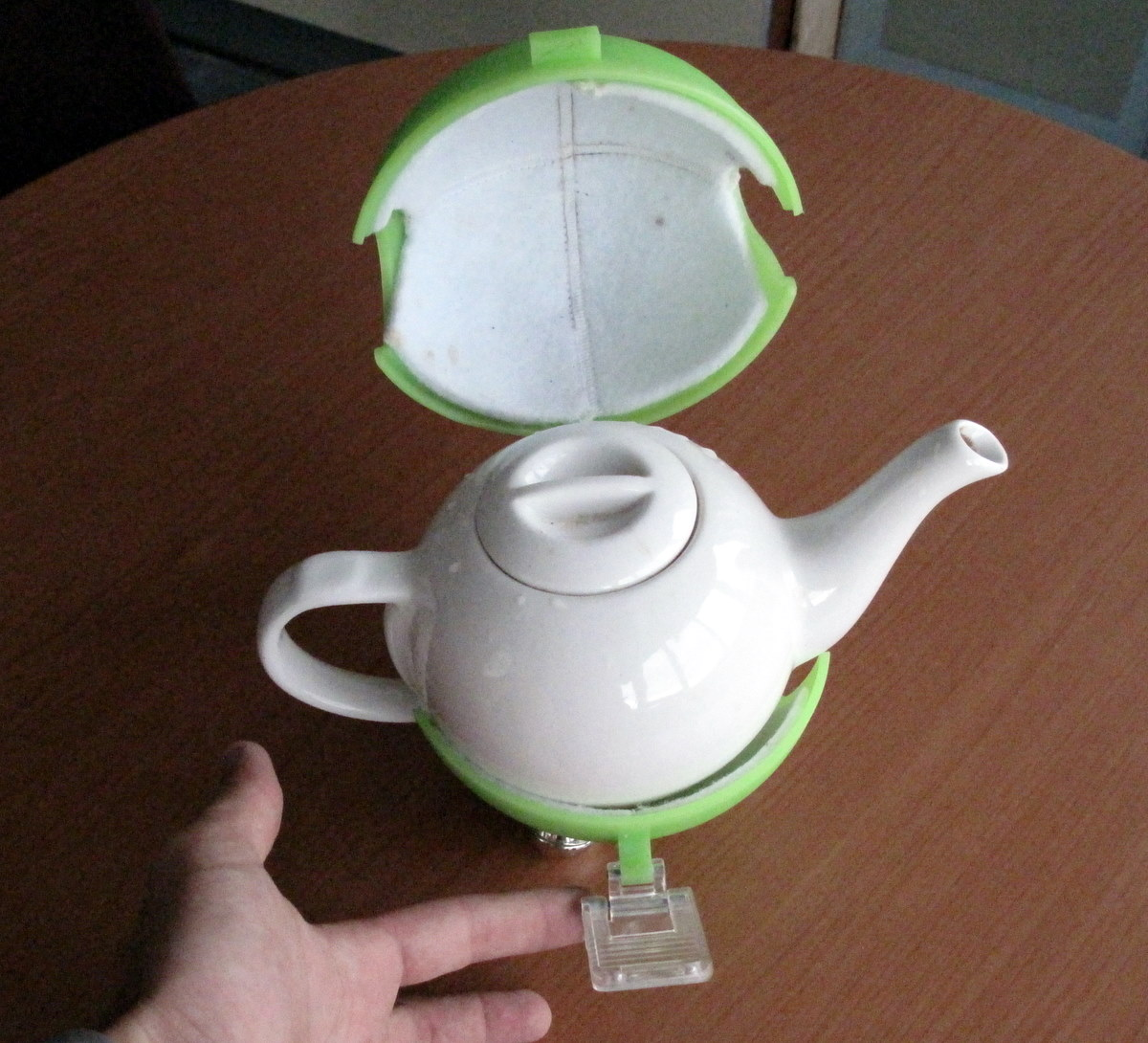
Пластмассовый чехол с термоизоляцией для чайника-заварника

Ча́йная ба́ба — стёганый чехол из шерсти или ткани, набитой ватой, надеваемый на заварной чайник для сохранения температуры чая. Бабы появились в Великобритании в XVIII веке, расцвет их популярности пришёлся на XX век, когда они использовались в основном в качестве декоративного элемента кухонного интерьера.
Название «чайная баба», или просто «баба», произошло от первоначальной формы насадки — тряпичной куклы женского пола в пышных юбках. Позже появились различные варианты насадок в форме животных, сказочных героев и др. В европейской чайной традиции наиболее распространены бабы в форме шапок и чехлов для чайника.

## В культуре
- В одном из монологов юмористы Вероника Маврикиевна и Авдотья Никитична обыграли одно из названий чайной бабы «баба на чайник»: «Вот, хорошую вещь для дома купила — „баба-начальник“ называется».
- В книге «Гарри Поттер и Кубок огня» домовой эльф Добби использует бабу в форме шапки в качестве головного убора.